# Gwałtu, co się dzieje!
Gwałtu, co się dzieje! est une comédie en trois actes d'Aleksander Fredro de 1826.
La comédie est écrite en 1826. L'avant-première de la pièce a lieu à Cracovie le 6 mai 1832. Elle est jouée à Lviv le 2 mars 1835 et à Varsovie jusqu'au 5 janvier 1902. La comédie est publiée pour la première fois dans le troisième volume d'un recueil des œuvres de Fredro (Lwów, 1830, p. 105-235).
Une copie d'art pur, réalisée par un inconnu avec des corrections manuscrites de l'auteur, préparée pour la censure de Lviv, a été conservée. Le manuscrit est aujourd'hui conservé à la Bibliothèque nationale. Sur la copie vierge, le titre original Gwałtu, co się dzieje! est rayé ; l'auteur a surécrit le nouveau titre Sprawa w Osieku, puis l'a également rayé et est revenu au titre original.
Depuis le début du XXe siècle, la pièce est mise en scène au moins 54 fois, dont deux fois en tant que production télévisée : en 1969 dans une mise en scène de Józef Wyszomirski et en 1992 dans une mise en scène d'Olga Lipińska.
L'histoire se déroule à Osiek. La comédie raconte l'histoire des femmes de la ville qui, profitant de l'infirmité de leurs maris, prennent les rênes de la ville. Ce n'est qu'à la nouvelle de l'attaque des Tartares que le pouvoir est rendu aux hommes.

## Galerie

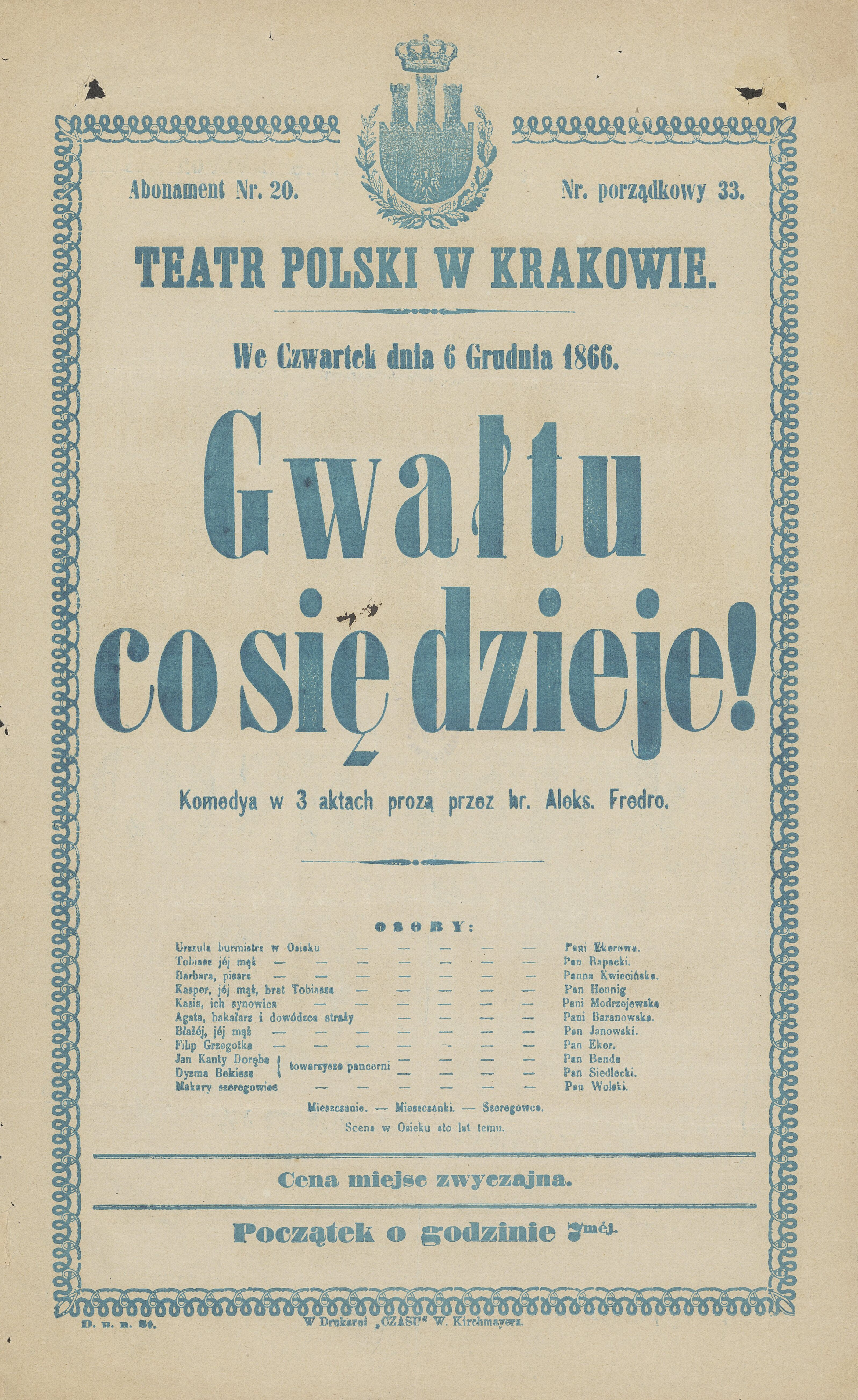
Affiche, 1866, Théâtre Polski de Cracovie
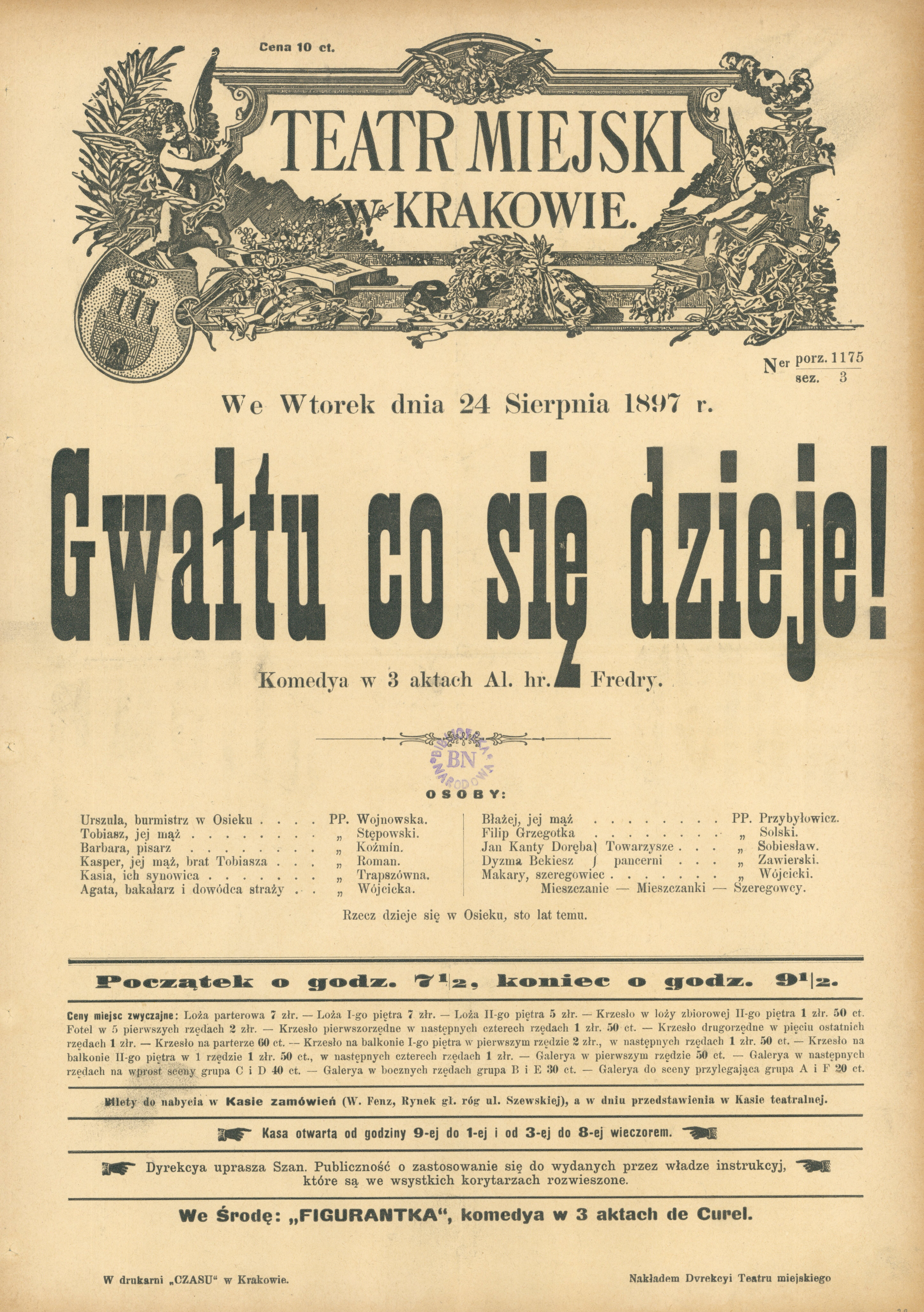
Affiche, 1897, Théâtre municipal de Cracovie
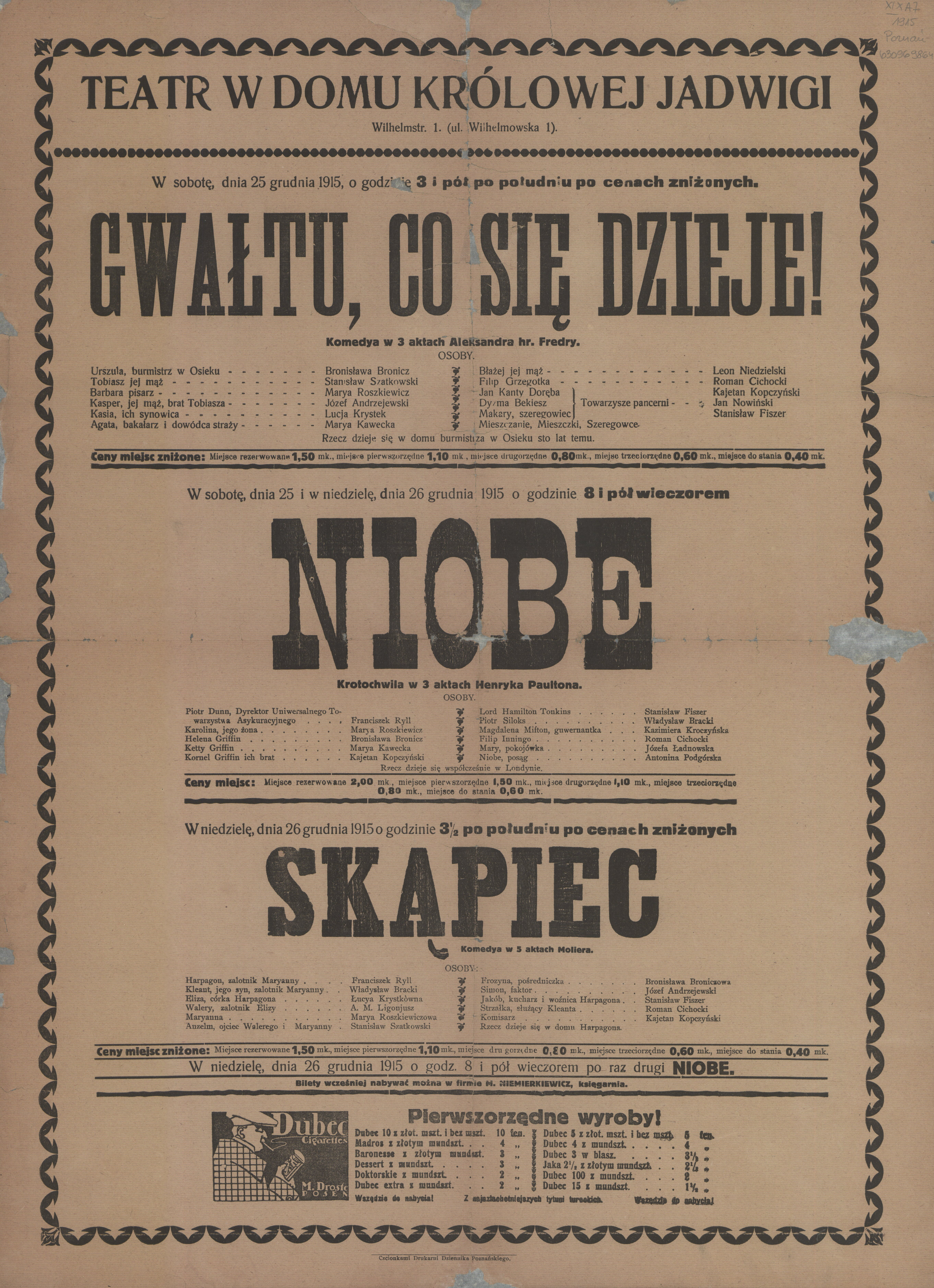
Affiche, 1915, Théâtre dans la Maison de la Reine Jadwiga
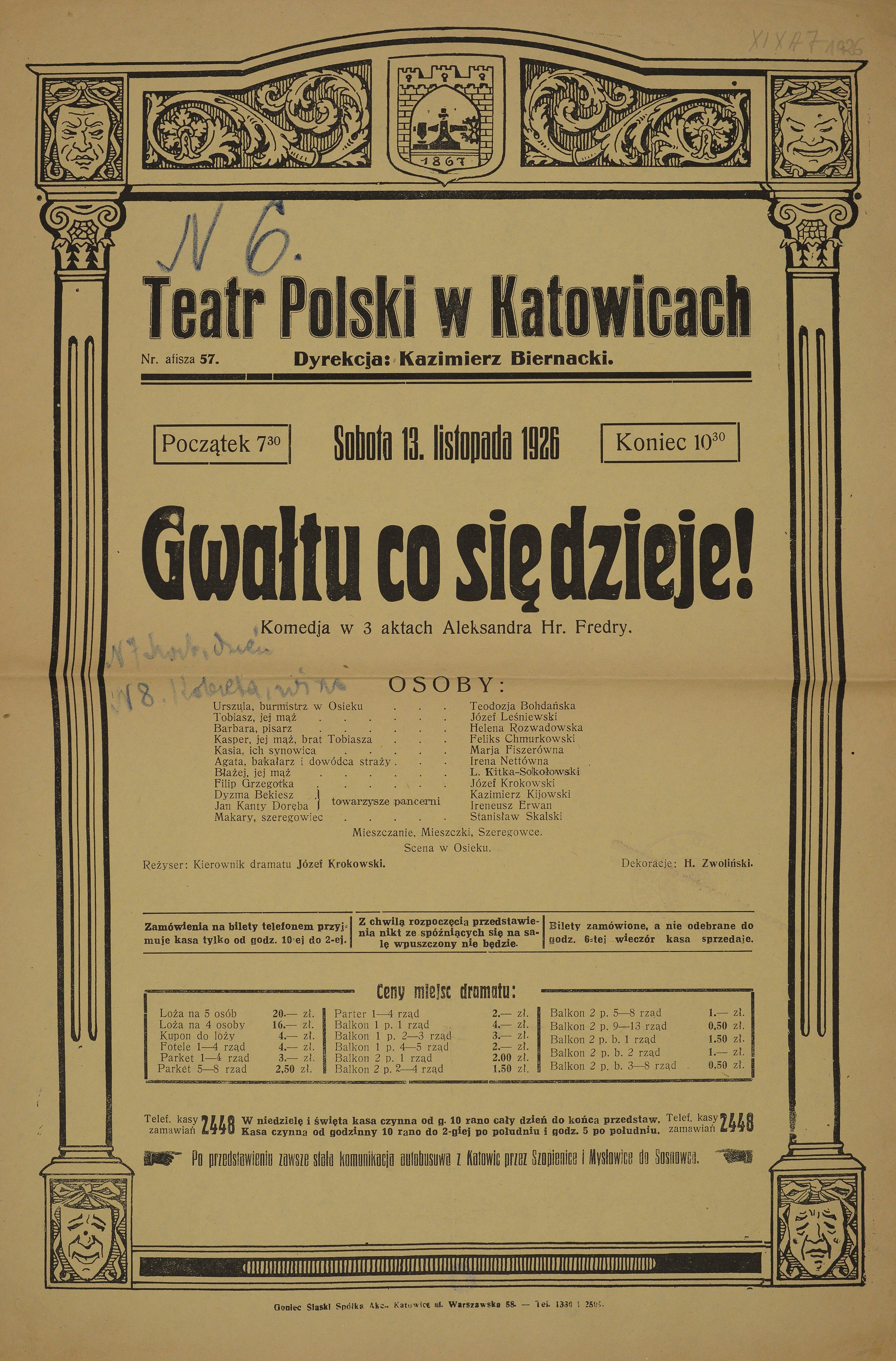
Affiche, 1926, Théâtre Polski de Katowice